# Men Into Space
Men Into Space  è una serie televisiva di fantascienza statunitense in 38 episodi trasmessi per la prima volta nel corso di una sola stagione dal 1959 al 1960.

## Personaggi
- colonnello Edward McCauley (38 episodi, 1959-1960), interpretato da	William Lundigan
- Mary McCauley (11 episodi, 1959-1960), interpretato da	Joyce Taylor
- Peter McCauley (7 episodi, 1959-1960), interpretato da	Charles Herbert
- maggiore Norgath (7 episodi, 1959-1960), interpretato da	Tyler McVey
- generale Devon (6 episodi, 1959-1960), interpretato da	Russ Conway
- tenente Neil Templeton (5 episodi, 1959-1960), interpretato da	Ron Foster

## Produzione
La serie fu prodotta da ZIV Television Programs e girata a Cape Canaveral in Florida, Edwards Air Force Base e Point Mugu in California, Randolph Air Force Base in Texas, Wright-Patterson Air Force Base in Ohio e negli studios della ZIV a West Hollywood.. Tra i registi della serie sono accreditati Alvin Ganzer (8 episodi, 1959-1960), Walter Doniger (5 episodi, 1959-1960), Nathan Juran (4 episodi, 1959-1960), Otto Lang (4 episodi, 1959-1960) e Lee Sholem (4 episodi, 1959-1960).

## Episodi
| Stagione       | Episodi | Prima TV originale |
| -------------- | ------- | ------------------ |
| Prima stagione | 38      | 1959-1960          |